# Vorderwaldmanns
Vorderwaldmanns ist eine Einöde der kreisfreien Stadt Kempten (Allgäu). Sie gehörte bis 1972 zur Gemeinde Sankt Mang, die in dem Jahr wieder in Kempten eingemeindet wurde.

## Geschichte
Vorderwaldmanns wurde 1556 als „Hof des Waltman“ erstmals erwähnt. Für das Jahr 1738 ist ein Einzelhof belegt. Im Jahr 1819, ein Jahr nachdem Vorderwaldmanns mit anderen Ortschaften zur Ruralgemeinde Sankt Mang verbunden worden war, gehörte der Einzelhof zur Hauptmannschaft Lenzfried.
1900 gab es in Vorderwaldmanns zwei Höfe mit 20 Bewohnern. 1954 lebten in der Einöde 14 Einwohner.